# Renaud de Semur
Pour les articles homonymes, voir Semur.
Renaud de Semur est un homme d'Église du XIIe siècle, abbé de Vézelay puis archevêque de Lyon.

## Biographie
Second fils issu du mariage en 1072 de Geoffroy III de Semur (° 1045/1050 - † 24/05/1123), 6e seigneur de Semur, et de son épouse Ermengarde (° vers 1054 - † vers 1088), Renaud de Semur est le neveu de l'abbé de Cluny Hugues de Semur, tous issus de la famille des seigneurs de Semur-en-Brionnais. Il commence sa vie religieuse comme moine de Cluny.
Son frère ainé est Geoffroy IV de Semur, puis après lui Aélis de Semur, Agnès de Semur, Cécile de Semur, toutes trois décédées après 1088.

### Abbé de Vézelay
Il est élu en 1106 abbé de Vézelay. 
À la suite de l'incendie de l'église abbatiale le 21 juillet 1120, il en entreprend la reconstruction de 1120 à 1140. Il est interrompu dans son entreprise par sa nomination en 1128 à la tête de l'archevêché de Lyon.

### Archevêque de Lyon
Lors de son court épiscopat, il participe au concile de Clermont dirigé par le pape Innocent II et destiné à excommunier l'antipape Anaclet II. Renaud de Semur fait partie des prélats qui reconnaissent rapidement la légitimité d'Innocent II

### Épitaphe
Il mourut le 7 août 1129, et son corps fut porté à l'Abbaye de Cluny, ou il fut enterré dans l'église majeure auprès du grand autel. On grava sur sa tombe cette inscription: 
« Hic requiescit Dominus Rainaldus quondam Abbas & Reparator Vizeliacensis & postea Archiepiscopus Lugdunensis ».
Pierre le Vénérable lui composa également une épitaphe en vers : 
« Gloria Pontificum jacet hic prasul Rainaldus Magnus in exiguo conditus hospitio. Vizeliacensis prius Abbas post Patriarcha Lugduni, fulsit factus Honoris honor Pradia, Thesauri, Fastigia, celsa loquuntur, Quo Studio primio prasuit ille loco.»